# Divisi Tiga 2005 (afdeling Molukken)
Het seizoen 2005 van het Moluks afdelingskampioenschap van de Indonesische Divisi Tiga was het derde seizoen waarin er gestreden werd om het kampioenschap van de Molukken. De voetbalcompetitie, georganiseerd door de PSSI, was het vijfde voetbalniveau van Indonesië en het hoogste provinciaals niveau van de Molukken. 

## Deelnemende teams
Voor het Moluks afdelingskampioenschap van het seizoen 2005 namen vijf clubs deel: Persemalra Tual, PSA Ambon, Persilaki Saumlaki, PSHL Hitu Leitimur en PSPA Dobo.

## Eindstand
| Positie | Club               | WG | W | G | V | DV | DT | P  | Kwalificatie |
| 1       | Persemalra Tual    | 4  | 3 | 1 | 0 | 18 | 2  | 10 | Kampioen     |
| 2       | PSA Ambon          | 4  | 3 | 1 | 0 | 16 | 1  | 10 |              |
| 3       | Persilaki Saumlaki | 4  | 2 | 0 | 2 | 3  | 11 | 6  |              |
| 4       | PSML Hitu Leitimur | 4  | 1 | 0 | 3 | 3  | 8  | 3  |              |
| 5       | PSPA Dobo          | 4  | 0 | 0 | 4 | 1  | 19 | 0  |              |

2002 · 
2003 ·
2004 ·
2005 ·
2006 ·
2007 ·
2008 ·
2009 ·
2010 ·
2011 ·
2012 ·
2013 ·
2014 ·
2015 ·
2016 ·
2017 ·
2018 ·
2019 ·
2020 ·
2021 ·
2022 ·
2023 ·